# Forza Motorsport 4
Forza Motorsport 4 est un jeu vidéo de simulation de course automobile sorti le 14 octobre 2011 en France, édité par Microsoft et développé par Turn 10 Studios sur Xbox 360. Le jeu s'est vendu à 4 millions d'exemplaires.

## Voitures
Forza Motorsport 4 compte précisément 483 voitures à sa sortie et 676 voitures avec tout le contenu téléchargeable sorti par après.

## Niveaux
Dans ce nouvel opus, le nombre de niveaux est passé à 999 mais, à chaque passage de niveau jusqu'au 50, il est attribué une prime et maintenant, ce n'est plus une voiture qui vous est offerte mais vous avez le choix entre plusieurs véhicules du même type portant des noms plus ou moins explicites, ainsi, le niveau 1 passé, il sera proposé une des voitures de la catégorie Ma première voiture par exemple une Ford Ka, une Nissan Micra, une Citroën C1 ou bien une Volkswagen Fox. Après le niveau 50, ce ne sont que des primes qui vous sont offertes jusqu'au niveau 150. Ce niveau passé plus aucune prime n'est décernée.

## Autres
- Pour les sons réalistes de pneus qu'ils ont emprunté une Tesla Roadster pour les diapositives et burnouts[2].
- Le concurrent, indirect, de Forza Motorsport 4 est Gran Turismo 5.
- Forza Motorsport 4 utilise aussi un tout nouveau moteur graphique, le plus puissant dans la simulation automobile utilisant la technologie Kinect.
- L'explication de l'absence de cycle Jour/Nuit ou encore de la pluie trouve sa réponse dans un souci de fluidité. En effet, Forza Motorspot 4 est l'un des rares jeu de course (sur console) à tourner à 60 FPS (Frames Par Seconde, ou images par seconde) sans jamais souffrir de ralentissements.
- Le thème d'introduction de Forza Motorsport 4 est tiré du single de Alex Metric - It Starts.
- Les différents thèmes de menu ont été créés par le même compositeur que Forza Motorsport 3, à savoir Lance Hayes.
- Dans la continuité, différents thèmes en course ont été composés par certains compositeurs reconnus comme Richard Jacques (Sonic 3D version Saturn, Sonic R ou plus récemment 007 Blood Stone) ou encore Jesper Kyd (Assassin's Creed, Hitman).